# Michael Beattie
Michael Beattie es un actor canadiense. Ha desempeñado papeles de voz en varias películas animadas del estudio Illumination, comenzando con The Lorax en 2012.

## Filmografía

### Películas[1]
- Care Bears Nutcracker Suite - El cascanueces (voz)
- Swept Away - Todd
- The Bet - Detective
- Cats & Dogs: The Revenge of Kitty Galore - Angus MacDougall (voz)[2]
- The Lorax - Segundo chico de marketing (voz)[2]
- Minions - Locutor de VNC, Walter Jr. (voz)[2]
- The Secret Life of Pets - Tattoo (voz)[2]
- Despicable Me 3 - Presentador de programa de televisión / Hombre con cicatriz (voz)[2][3]
- El Grinch - Store Clerk (voz)[2]
- The Secret Life of Pets 2 - Lead Wolf / Skinny Cat (voz)[2]
- Minions: The Rise of Gru - Locutor de VNC (voz)
- Megamind vs. the Doom Syndicate - Eccentric Eddie[4]

### Televisión
- Countdown to Looking Glass - Joven #1 (Película de televisión)
- The Edison Twins - Russell (Episodio: "One Way Ticket")
- Beverly Hills Teens - Buck Huckster, Wilshire Brentwood (voz) (Episodio: "Dream Date")
- The Care Bears - (voz)
- Friday the 13th: The Series - Fotógrafo (Episodio: "Eye of Death")
- Babar - Voces adicionales
- The Adventures of T-Rex - Buck, Delaney (voz)
- Conan the Adventurer - Greywolf, Needle (voz)
- Murder One - Swaboda (Episodio: "Chapter Nine, Year Two")
- Brooklyn South - Fotógrafo (Episodio: "Exposing Johnson")
- As Told by Ginger - Director Erickson, Camarógrafo (voz)

### Videojuegos
- Spider-Man - Shocker[2]
- El hobbit - Bilbo Bolsón (como Michael Beatie)[2]
- Pitfall: The Lost Expedition - Leech, Pusca, Explorador[2]
- Spider-Man 2 - Shocker[2]
- World of Warcraft - Voces adicionales
- Titan Quest - Voces adicionales
- Saints Row - Residente de Stilwater
- Company of Heroes - Voces adicionales
- The Sopranos: Road to Respect - Voces adicionales[2]
- Saints Row 2 - Voces adicionales
- Dragon Age: Origins - Voces adicionales[2]
- Mass Effect 2 - Mordin Solus[2]
- Star Wars: The Old Republic - Varios
- World of Warcraft: Mists of Pandaria - Voces adicionales
- Metal Gear Rising: Revengeance - Blade Wolf / LQ-84i[2]
- Marvel Heroes - Northstar[2]
- Despicable Me: Minion Rush - Villaintrilocuo y títere
- Mad Max - The Outcrier